# 秋田県立鷹巣農林高等学校
秋田県立鷹巣農林高等学校（あきたけんりつ たかのすのうりんこうとうがっこう）は、秋田県北秋田市伊勢町にあった公立高等学校。2011年4月に秋田県立秋田北鷹高等学校へ統合し、2013年3月に閉校した。

## 設置学科
- 全日制課程
  - 農業科学科
  - 森林環境科
  - 環境土木科

## 沿革
- 1909年（明治42年）3月 - 郡立農林学校として開校[1]。
- 1913年（大正2年）
  - 3月 - 郡立農林学校を廃止し、秋田県に移管[1]。
  - 4月 - 北秋田郡公会堂を仮校舎として開校[1]。
  - 9月 - 新校舎を落成し、開校式典を挙行[1]。
- 1914年（大正3年）12月 - 付属施設を落成[1]。
- 1922年（大正11年）4月 - 吉ヶ沢演習林寄宿舎を落成[1]。
- 1925年（大正14年）4月 - 農業科と林業科の2科に分離[1]。
- 1926年（大正15年）4月 - 「秋田県立鷹巣農林学校」に改称[1]。
- 1929年（昭和4年）2月 - 校歌（作詞：高野辰之、作曲：岡野貞一）を制定。同窓会を結成[1]。
- 1931年（昭和6年）6月 - 沢口村米代に模範農場を設置[1]。
- 1934年（昭和9年）4月 - 農産加工科を開設[1]。
- 1937年（昭和12年）10月 - 本館と講堂を落成[1]。
- 1944年（昭和19年）
  - 3月 - 農産加工科を廃止[1]。
  - 8月 - 新講堂を落成[1]。
- 1948年（昭和23年）
  - 4月 - 学校教育法施行に伴い、「秋田県立鷹巣農林高等学校」に改称[1]。
  - 6月 - 定時制課程を開設[1]。
- 1947年（昭和22年）8月12日 - 昭和天皇の行幸（昭和天皇の戦後巡幸）[2]。
- 1950年（昭和25年）4月 - 鷹巣町立鷹巣高等女学校を統合し、普通科と被服科を開設[1]。
- 1956年（昭和31年）3月 - 吉ヶ沢演習林の宿舎を改築[1]。
- 1958年（昭和33年）4月 - 青雲寮を落成[1]。
- 1962年（昭和37年）4月 - 農業工学科を開設[1]。
- 1964年（昭和39年）12月 - 生徒憲章を制定[1]。
- 1967年（昭和42年）4月 - 普通科と家政科が、秋田県立鷹巣高等学校として分離独立[1]。
- 1970年（昭和45年）
  - 3月 - 新校舎（普通教室15室分）を落成[1]。
  - 4月 - 農業工学科を農業土木科に改称[1]。
- 1986年（昭和61年）3月 - 定時制課程を廃止[1]。
- 2003年（平成15年）4月 - 農業科学科・森林環境科・環境土木科に学科を改編[1]。
- 2011年（平成23年）4月 - 生徒募集を停止。北秋田地区の高校4校（当校のほかに、秋田県立鷹巣高等学校・秋田県立米内沢高等学校と北秋田市立合川高等学校→県に移管した上で）を統合し、『秋田県立秋田北鷹高等学校』を、当校敷地および周辺用地に開校。
- 2013年（平成25年）3月 - 閉校。

## 部活動

### 運動部
- 相撲部、卓球部、サッカー部、陸上競技部、バレー部、剣道部、ソフトテニス部、スキー部、硬式野球部、バスケット部、山岳部、弓道部

### 文化部
- 写真部、郷土史研究部、演劇部、吹奏楽部、物理同好会、JRC同好会、書道同好会

## アクセス
- JR奥羽本線鷹ノ巣駅より徒歩で16分

## 出身者
- 舘岡儀秋 - 駒澤大学教授、アマチュア横綱
- 相馬剛三 - 俳優
- 菅原勝矢 - プロ野球選手
- 中嶋聡 - プロ野球選手、オリックス・バファローズ監督
- 高橋大斗 - ノルディック複合選手
- 湊祐介 - ノルディック複合選手